# 9 Korpus Kawalerii (ZSRR)

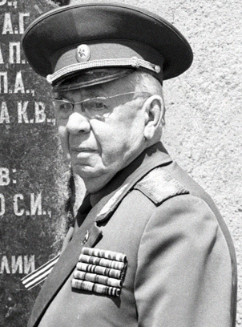
Gen. mjr Michaił Borysow, szef sztabu 9 KKaw.

9 Korpus Kawalerii (ros. 9-й кавалерийский корпус) – oddział kawalerii Armii Czerwonej z okresu II wojny światowej. 
9 Korpus Kawalerii (9 KKaw.) sformowany został 1 stycznia 1942. Brał udział w ciężkich walkach przeciw armii niemieckiej w centralnnym odcinku frontu radziecko-niemieckiego.
9 KKaw. został rozformowany w kwietniu 1942 rozkazem z 16 marca 1942.

## Dowództwo korpusu
Dowódcy:
- płk Weniamin Gajdukow (01.01.1942 - 03.02.1942)
- gen. mjr Michaił Borysow (03.02.1942 - 11.04.1942)[1].)

## Struktura organizacyjna
- 4 Dywizja Kawalerii
- 17 Dywizja Kawalerii
- 44 Dywizja Kawalerii[1].